# Kjell Gunnå
Kjell Gunnå (11 luglio 1947) è un ex cestista svedese.

## Carriera
Con la Svezia ha disputato i Campionati europei del 1969.